# Heinrich von Uppsala
Heinrich von Uppsala († um 1156 in Köyliö, Finnland), in Finnland Bischof Henrik (finnisch Piispa Henrik, schwedisch Biskop Henrik) genannt, ist ein katholischer Heiliger. Der Überlieferung zufolge nahm er in der Mitte des 12. Jahrhunderts als Bischof von Uppsala an einem Kreuzzug nach Finnland teil und wirkte als Missionar und erster Bischof von Finnland, wurde aber bald danach von einem finnischen Bauern erschlagen.
Heinrich wurde bis zur Reformation als finnischer Schutzheiliger verehrt und hat als einziger „eigener“ Heiliger Finnlands bis heute eine wichtige Stellung im religiösen Leben des Landes. Aus historischer Sicht bestehen über Heinrich und sein überliefertes Leben erhebliche Unsicherheiten.

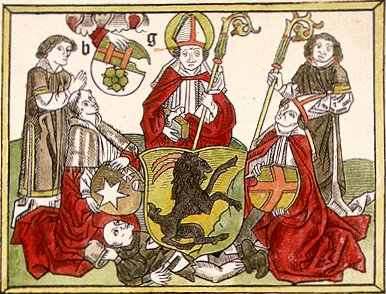
Die typische Darstellung des heiligen Heinrich zeigt ihn mit seinem Mörder Lalli, der kahlköpfig zu seinen Füßen liegt. Darstellung aus dem Messbuch Missale Aboense von 1488.

## Leben

### Legende und Volksweise
Die Überlieferung des Lebens Heinrichs von Uppsala gründet sich auf zwei verschiedene, teilweise widersprüchliche Quellen. Zeitgenössische Quellen zum Leben Heinrichs sind nicht bekannt.
Die älteste schriftliche Quelle ist die lateinische Legende des heiligen Heinrich. Dieser für die liturgischen Zwecke der Heiligenverehrung geschriebene Text ist wahrscheinlich in den letzten Jahrzehnten des 13. Jahrhunderts, jedenfalls nicht vor 1270 entstanden. Es handelt sich gleichzeitig um das älteste erhaltene schriftliche Werk der finnischen Geschichte. Als kanonische Heiligenlegende teilt sich der Text auf in einen vita-Teil über das Leben Heinrichs sowie einen miracula-Teil über die von ihm bewirkten Wunder.
Im Gegensatz zu dieser Quelle steht die als Volksweise in finnischer Sprache überlieferte Todesballade Bischof Heinrichs. Herkunft und Entstehungszeitpunkt dieses über Jahrhunderte ausschließlich mündlich weitergegebenen Werkes sind unbekannt. Zumeist wird es für etwas jünger gehalten als die Legende. Erst in der Neuzeit wurde die Todesballade auch schriftlich festgehalten, die ersten bekannten Niederschriften stammen aus dem 17. Jahrhundert. Die Todesballade behandelt nur die Zeit von der Ankunft Heinrichs in Finnland bis zu seinem Tod, fügt dabei aber der Legende zahlreiche Einzelheiten hinzu.

### Überliefertes Leben
Der Überlieferung zufolge stammte Heinrich aus England. Weitere Informationen über seinen Lebensweg bis zu seiner Ankunft in Schweden liegen nicht vor. Um das Jahr 1152 wurde Heinrich als Begleiter des päpstlichen Legaten Nicolaus von Albano, des späteren Papstes Hadrian IV., nach Skandinavien gesandt, um die Kirchenorganisation in den nordischen Ländern zu ordnen. Heinrich soll der Legende zufolge vor seiner Reise nach Finnland Bischof von Uppsala gewesen sein.

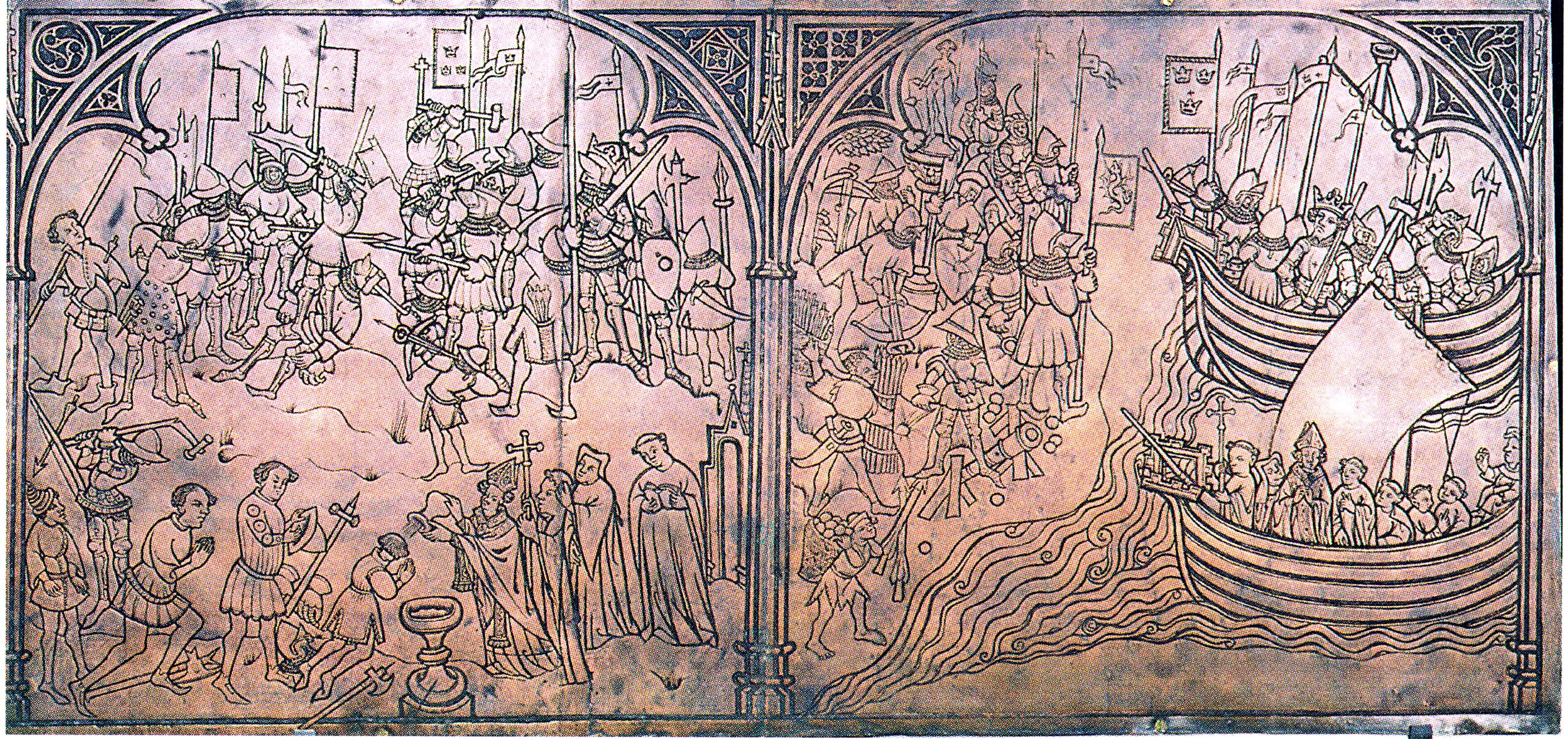
Auf dem Sarkophag Heinrichs in der Kirche von Nousiainen werden die Ereignisse des Kreuzzuges nach Finnland dargestellt: Ankunft, Kampf gegen die Barbaren, Taufe der Heiden.

Heinrich kam schließlich als Teilnehmer des so genannten ersten Kreuzzuges des schwedischen Königs Erik IX. nach Südwestfinnland. Die Legende berichtet, dass das finnische Volk zu diesem Zeitpunkt barbarisch und heidnisch war und durch Raubzüge nach Schweden großen Schaden anrichtete. Im Zuge des erfolgreichen Kreuzzuges habe Erik die Finnen zum Christentum gezwungen. Bevor Erik nach Schweden zurückkehrte, wurde Heinrich zum ersten Bischof von Finnland ernannt und verblieb in Finnland, um die kirchlichen Verhältnisse zu ordnen. Sein erster Amtssitz war in Nousiainen.
Heinrich fand jedoch bereits im folgenden Winter, der Legende zufolge am 20. Januar, einen gewaltsamen Tod durch einen finnischen Bauern. Hinsichtlich der Einzelheiten gehen die Quellen auseinander. Die Legende berichtet, dass der Bischof einen getauften, in der Legende namenlosen Bauern wegen Mordes mit einer kirchlichen Strafe belegt hatte und daraufhin von diesem im Zorn erschlagen wurde. Dagegen erzählt die Todesballade, Heinrich habe im Hause des Bauern Lalli in Abwesenheit des Hausherren Bewirtung verlangt. Bei Lallis Heimkehr habe seine Frau erklärt, der Bischof habe eine Bezahlung verweigert. Die Ballade erklärt dies zu einer Lüge, obwohl unentgeltliche Bewirtung nach kirchlichem Verständnis durchaus zum bischöflichen Besteuerungsrecht gehört hätte. Lalli sei jedenfalls, durch diesen Vorgang erzürnt, dem Bischof gefolgt und habe ihn auf dem Eis des Sees von Köyliö getötet.

### Historische Betrachtung
Über Heinrich von Uppsala sind keinerlei zeitgenössische Quellen bekannt. Die früheste schriftliche Quelle, die Legende, ist nicht nur mindestens ein Jahrhundert nach Heinrichs angenommenen Tod entstanden, sondern hatte als Heiligenlegende auch nicht den Zweck der akkuraten Geschichtsschreibung. Auch die zweite Hauptquelle, die Todesballade, ist im Umfeld des Heiligenkultes um Heinrich entstanden und ist daher für die historische Forschung nur mit Vorsicht verwertbar. Die Korrektheit der Heinrich betreffenden Überlieferung ist daher in allen Aspekten aus historischer Sicht zweifelhaft und umstritten.
Dass Heinrich als historische Person tatsächlich existiert hat, gehörte über Jahrhunderte zu den Selbstverständlichkeiten der finnischen Geschichtsschreibung. Dies wurde im 20. Jahrhundert ernsthaft in Frage gestellt. Einige Forscher, insbesondere Stjerna und Schmid hielten die Legende um Heinrich für eine Erfindung zum Zwecke der Ausschmückung der Heiligenlegende um König Erik. Heute gehen allerdings auch Historiker generell davon aus, dass Heinrich eine historische Person war. Virrankoski hält diese Feststellung für offensichtlich, während Heikkilä einen verbleibenden Zweifel einräumt, einen direkten Zusammenhang mit der Erik-Legende aber aufgrund der Entstehungsgeschichte der Legende für unwahrscheinlich hält.

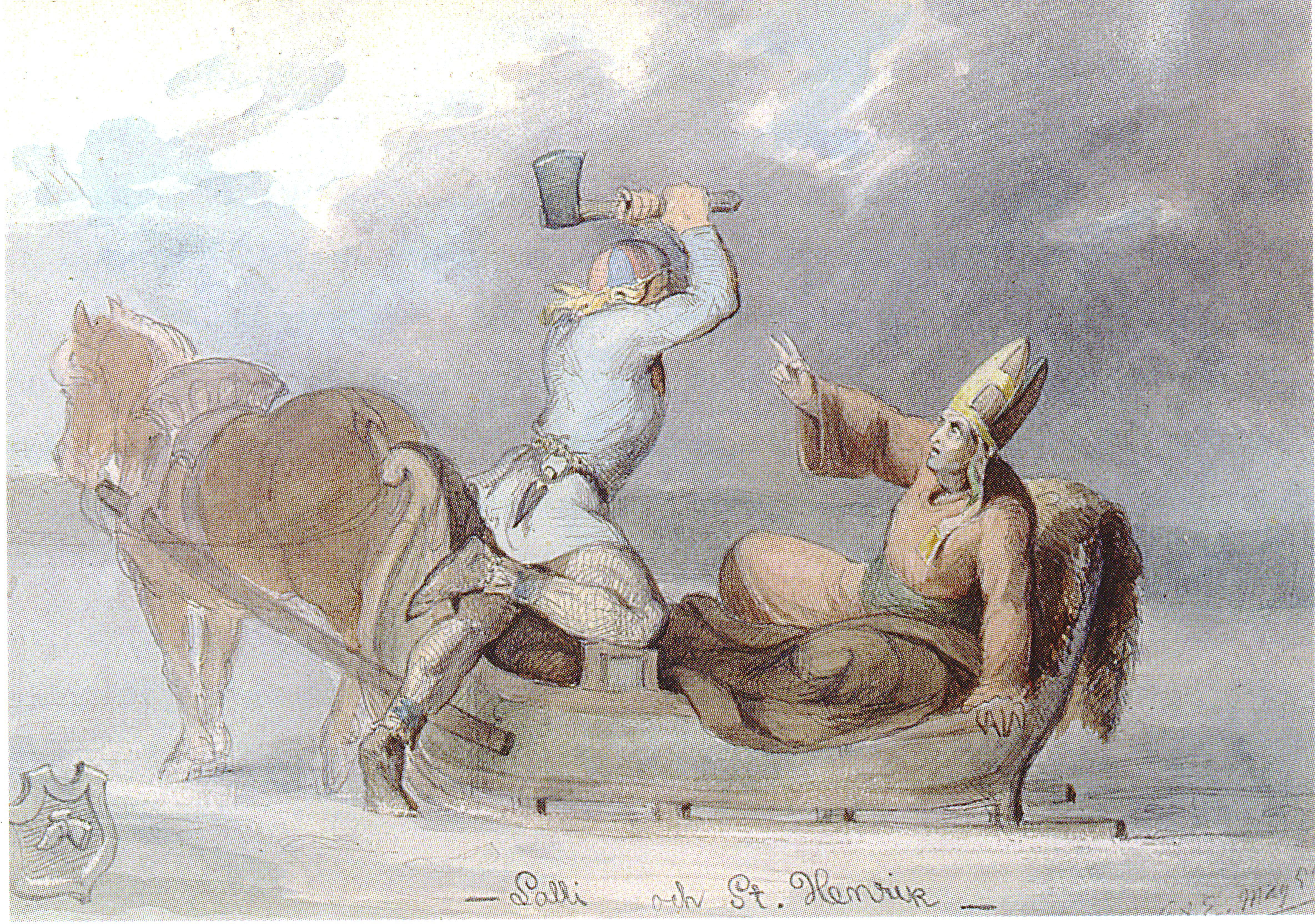
Darstellung der Ermordung Heinrichs durch Lalli. Aquarell von C.A. Ekman, 1854

Die Überlieferung, dass Heinrich vor seinem Aufbruch nach Finnland Bischof von Uppsala gewesen sei, wird heute für unglaubwürdig oder zumindest sehr zweifelhaft gehalten. Einerseits finden sich in den ansonsten vollständigen Dokumenten in Uppsala keine Hinweise auf Heinrich als Bischof, andererseits wäre es ungewöhnlich anzunehmen, dass der Bischof sein Bistum für eine mehrjährige Auslandsreise verlässt.
Der so genannte erste Kreuzzug Eriks IX. ist bis heute Gegenstand historischen Streites. Schon die Frage, ob Erik überhaupt irgendeine Art von Zug nach Finnland unternahm, ist ungeklärt, wird aber von einer Mehrzahl der Historiker heute bejaht. Die Meinungen hinsichtlich der Natur dieses Zuges decken ein breites Spektrum ab, von einem klassischen Kreuzzug mit Missionierungscharakter über einen Militärfeldzug zum Zwecke der Stärkung der Position gegenüber Russland bis zu einem gewöhnlichen Raubzug. Gesichert ist jedenfalls die Erkenntnis, dass das Christentum im südwestlichen Finnland, in welchem Heinrich von Uppsala gewirkt hat, bereits seit der Mitte des 11. Jahrhunderts Fuß fasste und bis zu Eriks angenommenem Kreuzzug bereits in der Mehrheit war. Eine Kirchenorganisation gab es jedoch bis zu Heinrichs Ankunft nicht.
Weiterhin offen ist auch die Frage, in welchem Jahr Heinrich nach Finnland kam. Nach heutiger Forschung werden als wahrscheinlichste Zeitpunkte die Jahre 1155, 1157 oder 1158 genannt. Entsprechend ist auch das Todesjahr Heinrichs – der auf den „Kreuzzug“ folgende Winter – nicht geklärt. Die Unsicherheiten der Datierung spiegeln sich auch in den Jubiläumsfeiern der finnischen Kirche wider, welche die Ankunft Heinrichs als ihre Geburtsstunde ansieht. Ihre 700-Jahr-Feier beging man im Jahr 1857, während der 850. Jahrestag im Jahr 2005 gefeiert wurde.

## Heiligenverehrung

### Verbreitung der Verehrung
Soweit Heinrich als historische Person anerkannt wird, nimmt man an, dass die Verehrung Heinrichs als Heiliger bereits sehr bald nach seinem Tod begann. Nachweise für die Existenz des Kultes gibt es jedoch erst ab der zweiten Hälfte des 13. Jahrhunderts. Gegen Ende des Jahrhunderts wurde Heinrich in die finnischen kirchlichen Kalender aufgenommen. Seiner Liturgie wurde sein überlieferter Todestag, der 20. Januar, gewidmet. Die Heiligenlegende Heinrichs wurde vermutlich ebenfalls während dieser Zeit, zwischen 1270 und 1290, verfasst.
Die Gebeine Heinrichs wurden an seiner Hauptwirkungsstätte in der Kirche von Nousiainen begraben. Diese Kirche war der Ausgangspunkt der Heiligenverehrung Heinrichs und das erste Zentrum der finnischen Kirche. Der Bischofssitz wurde nach 1229 zunächst nach Koroinen und um die folgende Jahrhundertwende schließlich einige Kilometer weiter südlich nach Turku verlegt. Zu dieser Zeit wurde Heinrich auch zum Schutzpatron des Domes zu Turku bestimmt und seine Reliquien feierlich hierher überführt. Heinrich wurde damit zum Schutzheiligen des gesamten Bistums, welches das gesamte damalige Finnland umfasste.
Als einziger „eigener“ Heiliger des Bistums genoss Heinrich in Finnland eine Sonderstellung. Seine Verehrung erstreckte sich jedoch geographisch auch in das schwedische Hauptland. Sein Namenstag wurde außerhalb Finnlands allerdings auf den 19. Januar vorverlegt, da der 20. Januar durch die als wichtiger empfundenen Heiligen Sebastian und Fabian belegt war. In Finnland wurde der Kalender erst am Ende des 17. Jahrhunderts angepasst. Außerhalb des damaligen Schwedens erlangte Heinrich als Heiliger keine nennenswerte Bedeutung.
Mit der Reformation wurde in Schweden und Finnland die Heiligenverehrung als solche beendet. Das Gedenken an Bischof Heinrich blieb aber auch in der lutherischen Zeit ein identitätsstiftender Teil der finnischen Kirche. Ein evangelisches Erinnern an Heinrich gibt es auch außerhalb Finnlands: Die Evangelisch-Lutherische Kirche in Amerika hat einen Gedenktag für ihn am 19. Januar eingerichtet. Heute ist Heinrich Schutzpatron der katholischen Kathedrale in Helsinki, in welcher sich auch einige der Reliquien des Heiligen befinden.

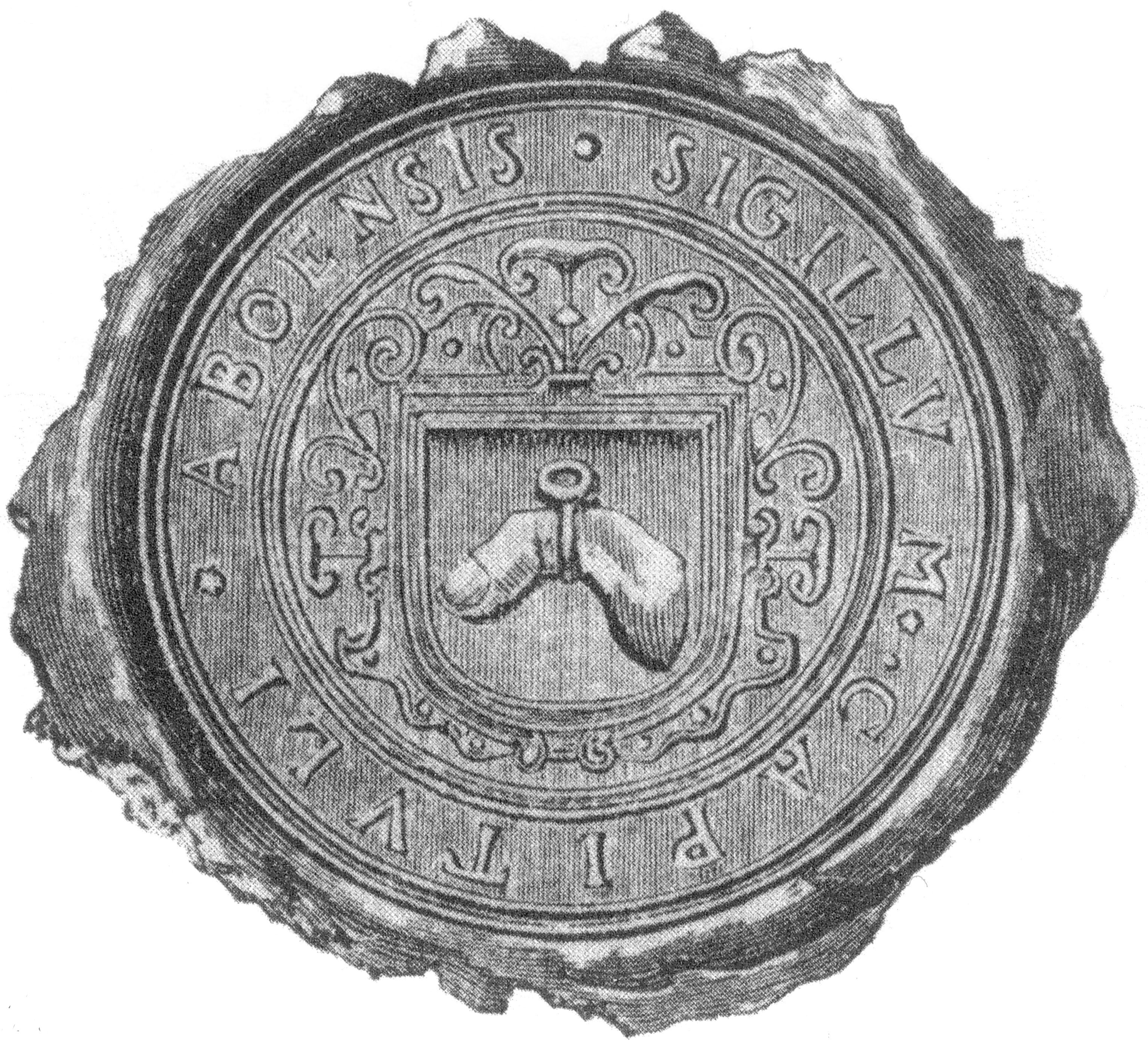
Der im zweiten Wunder des heiligen Heinrich beschriebene abgeschnittene Finger des Bischofs wurde 1618 zum Symbol des Bistums Turku.

### Wunder
Dem heiligen Heinrich werden durch die Legende elf Wunder zugeschrieben, die sich alle nach seinem Tod ereignet haben.
Das erste Wunder geschah unmittelbar nach der Ermordung des Bischofs in Form der Bestrafung des Mörders. Dieser nahm von dem erschlagenen Heinrich die Mütze, setzte sie sich selbst auf den Kopf und verspottete zu Hause den Bischof. Als er sich die Mütze vom Kopf nehmen wollte, blieben sein Skalp und seine Kopfhaut an dieser hängen und wurden so von seinem Kopf gerissen. Diese Beschreibung war Vorbild für das in späteren Darstellungen Heinrichs verwendete Heiligenattribut: Der Bischof wurde regelmäßig stehend gezeigt, den glatzköpfigen Mörder zu seinen Füßen liegend.
Auch das zweite Wunder hatte bleibende Bedeutung für Heinrichs Verehrung. Im Frühjahr nach seiner Ermordung, nachdem das Eis bereits geschmolzen war, soll der durch die Mordtat abgetrennte Finger Heinrichs mitsamt seinem Ring auf einer Eisscholle angeschwemmt worden sein, auf welcher ein Rabe krächzte. Der abgetrennte, beringte Finger wurde im Jahr 1618 zum Symbol des Bistums Turku.
Die verbleibenden Wunder beschreiben zwei Auferweckungen von den Toten, fünf Heilungen von Krankheiten, eine Rettung aus Seenot sowie eine Bestrafung eines Zweiflers.

### Reliquien und Heiligengrab
Mehrere Erwähnungen in den beiden Hauptquellen, der Legende und der Todesballade, lassen einen ausgeprägten Reliquienkult bereits zum Zeitpunkt ihres Entstehens erkennen. Späteren mittelalterlichen Quellen, insbesondere der Bischofschronik von Turku zufolge wurde Heinrich zunächst in Nousiainen begraben und später nach Turku gebracht. Der genaue Zeitpunkt der Überführung ist unbekannt, ein Zusammenfallen mit der Weihung des Doms von Turku zum Bischofssitz wird aber für wahrscheinlich gehalten. Ebenso wahrscheinlich ist es, dass ein Teil der Gebeine in der Stammkirche Heinrichs in Nousiainen verblieben ist. Der Sarkophag Heinrichs in der Kirche von Nousiainen wurde noch bis ins 15. Jahrhundert hinein prachtvoll verziert.
In heutiger Zeit sind eine Reihe von Reliquien bekannt, von denen angenommen wird, dass sie von Heinrich stammen. Deren Echtheit konnte in keinem Fall mit wissenschaftlicher Sicherheit nachgewiesen werden. Aufsehen erregte ein Fund, den man 1924 bei Restaurierungsarbeiten des Doms von Turku machte. In einem vernagelten Wandschrank der Sakristei fanden sich, in Stoff eingewickelt, ein Schädel und zwei Armknochen. In der mittelalterlichen Bischofschronik war berichtet worden, dass Bischof Maunu II. Schreine für Heinrichs Schädel und Arme habe herstellen lassen. In der Öffentlichkeit wurde vielfach der Schluss gezogen, der Schädel Heinrichs von Uppsala sei gefunden worden.

### Kanonisation
In den heutigen Heiligenkalendern wird angegeben, dass die Kanonisation, also die Heiligsprechung Heinrichs im Jahr 1158 durch seinen Gefährten Papst Hadrian IV. erfolgt sei. Diese Angabe ist jedoch durch Quellen nicht belegbar. Sie beruht auf Spekulationen, die erst in der Neuzeit durch Forscher angestellt wurden. Über die tatsächliche Kanonisation gibt keine der ursprünglichen Quellen Aufschluss. Es wird heute für ebenso möglich gehalten, dass eine päpstliche Heiligsprechung Heinrichs nie erfolgt ist, da die Kanonisation erst 1234 zum alleinigen Recht des Papstes erklärt wurde.

## Erinnerung
Der estnische Komponist Veljo Tormis schrieb 1992 Piispa ja pakana (Der Bischof und der Heide) für Männerchor und Solisten unter Verwendung einer lateinischen Sequenz und finnischer Folklore.